# Al-Àndalus
|  | Aquest article tracta sobre la península Ibèrica sota els musulmans. Si cerqueu el període musulmà als Països Catalans, vegeu «Xarq al-Àndalus». |

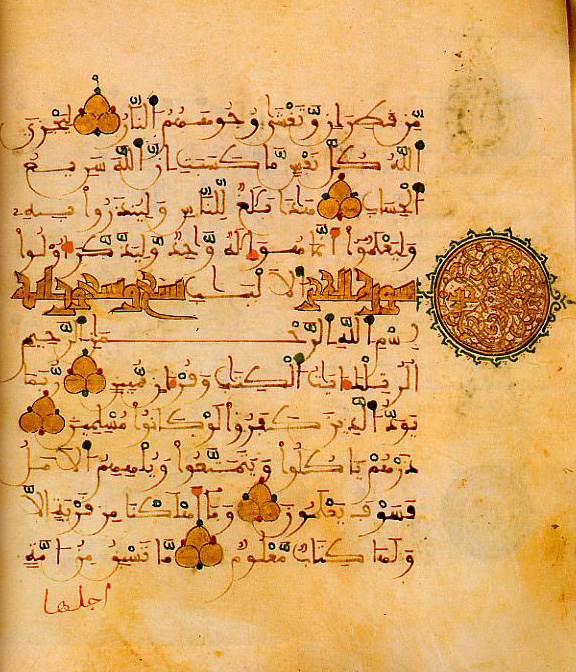
Alcorà del d'al-Àndalus

Al-Àndalus o l'Àndalus (àrab: الأندلس, al-Àndalus), de vegades conegut com a Hispània musulmana, és el territori de la península Ibèrica que estigué sota domini musulmà durant l'edat mitjana, entre el 711 i el 1492. Les seves fronteres estaven constantment en flux com a resultat de les guerres entre els musulmans i els regnes cristians de la península, així com guerres intestines entre musulmans.
Els habitants d'al-Àndalus eren els andalusins.

## Nom
El nom tradicionalment s'havia escrit al-Andalus, però actualment s'opta per la forma al-Àndalus, que reprodueix la pronúncia àrab clàssica, o Alandalús o al-Andalús, segons la pronúncia en àrab andalusí. Alguns autors opten, a més, per l'eliminació de l'article àrab al-, tot recomanant, aleshores, l'ús de l'article català el, l'Àndalus —de la mateixa manera que del terme àrab al-Màghrib deriva el topònim el Màgrib o el Magrib.

## Història

### Conquesta
Entre els anys 711 i 716, els musulmans s'apoderaren de la península Ibèrica, a excepció de les zones muntanyoses càntabres i pirinenques. Aquesta conquesta, encara que va tenir alguns moments puntuals de violència, fou una entrada pacífica i sense gaire resistència. Així, per exemple, l'establiment dels àrabs a l'est peninsular començà propiciada pel pacte d'Abd-al-Aziz ibn Mussa ibn Nussayr amb Teodomir, una espècie de delegat del govern del Regne visigot de Toledo, que canviava terra per privilegis. D'aquesta manera no hi hagué invasió com a tal, simplement els àrabs s'hi instal·laren i no hi va haver majors problemes.
Concretament, l'entrada a la península dels musulmans es produí en el desembarcament de Gibraltar el 27 d'abril de 711, sota el comandament del cabdill Tàriq ibn Ziyad, i el seu cap Mussa ibn Nussayr. I poc després, el 19 de juliol, els visigots foren derrotats, i el seu rei Roderic fou mort en la batalla de Guadalete.
L'Akhbar Majmua és una crònica anònima curta que relata la conquesta d'al-Àndalus pels àrabs; el descobriment del Múqtabis d'Ibn Hayyan, que relata els mateixos fets més àmpliament, li van fer perdre interès.

### Emirat de Còrdova
El 773, Abd-al-Rahman I proclamà l'emirat de Qúrtuba, independitzat políticament i administrativa, car es mantenia la unitat espiritual i moral amb la resta de l'islam. Tot i això, el veritable organitzador de l'emirat independent fou Abd-ar-Rahman II, que delegà els poders en mans dels visirs. La islamització fou molt ràpida, el nombre de mossàrabs (cristians en territori musulmà) es va reduir considerablement.
A l'arribada al tron d'Abd-ar-Rahman III el 912, la decadència política de l'emirat era un fet, provocada per baralles internes, atacs dels regnes del nord i amenaces al comerç marítim. Així i tot, va aconseguir militarment els cristians, els va obligar a pagar impostos i va crear bases militars a la zona de l'estret de Gibraltar. Intentà imposar la seva autoritat i posar fi a les revoltes i conflictes; es proclamà califa el 929 i originà el Califat de Còrdova.

### Califat de Còrdova

Apogeu territorial d'Al-Ándalus el 732

El 929, Abd-ar-Rahman III proclama el Califat de Còrdova, declara així la independència religiosa del Califat Abbàssida, a Bagdad. La proclamació tenia un doble propòsit: d'una banda, en l'interior, els omeies volien reforçar la seua posició. D'altra, en l'exterior, amb l'objectiu de consolidar les rutes marítimes per al comerç en la Mediterrània, garantint les relacions econòmiques amb l'Imperi Romà d'Orient i assegurar el subministrament d'or.
Després de la presa de Melilla el 927, a mitjans del segle x els omeies controlaven el triangle format per Algèria, Sijilmassa i l'oceà Atlàntic. El poder del califat s'estenia també cap al nord, i cap a 950 el Sacre Imperi Romanogermànic intercanviava ambaixadors amb Còrdova. Al nord de la península Ibèrica, els xicotets regnes cristians es convertiren en possessions feudals del califat, al qual reconeixien superioritat i arbitratge, però sofriren feixugues imposicions a canvi de la pau.
És l'etapa política de la presència islàmica a la península Ibèrica de major esplendor, encara que de curta durada, ja que en la pràctica acabà en el 1010 amb la fitna o guerra civil pel tron que es desencadenà entre els partidaris del darrer califa legítim Hixam II, i els successors del seu primer ministre o hàjib, Almansor. Oficialment, no obstant això, el califat seguí existint fins a l'any 1031, en què fou abolit, la qual cosa donà lloc a la fragmentació de l'estat omeia en multitud de regnes coneguts com a taifes.

### Taifes

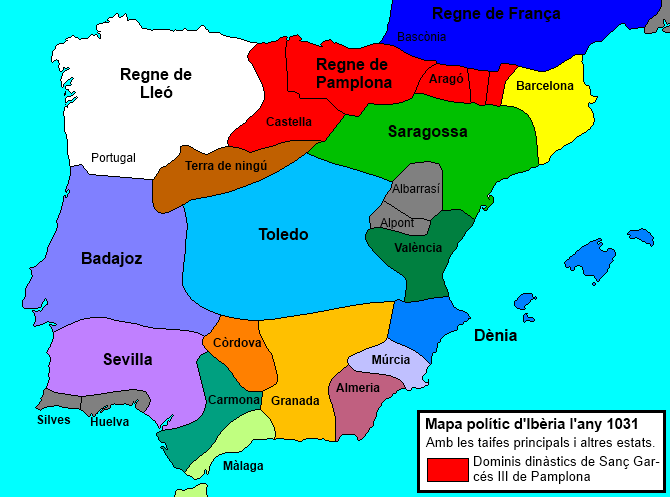
Taifes a l'any 1031

Les taifes van aparèixer a conseqüència de la fitna que es va desencadenar pel tron entre els partidaris del darrer califa legítim, Hixam III, i els successors d'Almansor. Els regnes de taifes eren regnes independents que tenien la ciutat com a principal centre econòmic.
En el rerefons, també existien problemes amb la sufocant pressió fiscal necessària per a finançar el cost de les guerres o disputes pel tron. La divisió es va reproduir en diverses ocasions i es crearen més taifes. Així i tot, les taifes van viure una època de gran prosperitat econòmica, però no van poder aturar l'avanç dels exèrcits cristians.
També se succeïren diferents invasions des del nord de l'Àfrica, com la dels almoràvits (1090-1102), els almohades (1145-1146) i els benimerins (1224). Aquest debilitament progressiu va provocar que, a mitjan segle xiii, l'Àndalus quedara reduït al regne nassarita de Granada.

### La conquesta cristiana
Entre els anys 718 i 1230, es formen els principals nuclis cristians a la península en els regnes de Lleó, Castella, Portugal, Navarra i la corona d'Aragó.
En el segle xiii, es produeix un gran avanç cristià, comença l'expansió de catalans i aragonesos per la Mediterrània i la unió de Castella amb Lleó.
La conquesta finalitza el 1492 amb la presa del Regne nassarita de Granada pels reis catòlics que l'annexionaren a la corona de Castella. Aquest mateix any, es produeix l'expulsió dels jueus i el descobriment d'Amèrica.

### Regne nassarita de Granada
L'any 1238, entra a Granada Muhàmmad I al-Ghàlib, també conegut com Al-Hamar ('el Roig'). És el fundador de la dinastia nassarita (que va tenir vint soldans granadins) i el fundador del Regne de Granada. Des del començament, fou un regne amic dels reis castellans, però amb el pas dels anys hagué de fer-se'n tributari per tal de mantenir la independència.
Aquest regne ocupava un ampli territori, que comprenia les actuals províncies de Màlaga, Almeria, Granada i una part de Cadis. També tenia una gran façana marítima, ports importants per al comerç i una agricultura de regadiu pròspera.
El darrer rei d'aquesta dinastia fou Boabdil (Abu-Abd-Al·lah), derrotat el 1492 pels reis catòlics. A partir d'aqueix moment, passà a formar part de la corona de Castella.

## Organització territorial
En època de l'emirat de Córdova i sobretot durant el califat, el territori es va organitzar en sis grans regions (nàhiya), tres d'interiors i tres de frontereres. Les demarcacions o regions interiors eren:La nota no justifica aquest text i l'enumeració
- Al-Gharb o l'Occident, que contenia l'actual província de Huelva i el sud de Portugal
- Al-Màwsat o el Centre, que contenia les valls del Guadalquivir i del Genil, les zones més muntanyoses d'Andalusia i el sud de la messeta
- Aix-Xarq o l'Orient, que contenia la costa Mediterrània, des de Múrcia fins a Tortosa.

Entre aquestes demarcacions i els regnes cristians se situaven les tres marques:
- Ath-Thaghr al-Alà o Marca Superior, amb Saragossa com a capital
- Ath-Thaghr al-Àwsat o Marca Mitjana, amb Toledo com a capital
- Ath-Thaghr al-Adna o Marca Inferior, amb Mèrida com a capital

Cada cora tenia un territori amb una capital, on hi havia la residència del governador, que vivia dins la part fortificada de la ciutat. A cada cora hi havia un cadi o jutge. Les marques o thugur, en canvi, tenien davant un capitost anomenat qàïd o alcaid, que se sobreposava a les autoritats de les cores i les marques.
Alguns autors consideren que les cores són hereves de les anteriors demarcacions bètiques. La demarcació suposava l'exercici de determinats poders polítics, administratius, militars, econòmics i judicials. La cora, com a demarcació base, es va fer servir pràcticament durant tota la existència de l'Àndalus, tot i que només es disposa d'informació completa durant l'època del califat de Còrdova. Alguns autors xifren en 40 el nombre total de cores que va arribar a haver-hi, encara que d'altres indiquen que en són una vintena.
Les cores es dividien en demarcacions menors, anomenades aqàlim (en singular, iqlim), que eren unitats de caràcter econòmic-administratiu, cada una d'aquestes amb un poble o castell com a localitat principal. En els primers temps de colonització musulmana, dins de cada cora s'establien els poblats al voltant de castells anomenats hisn, que feien de centre organitzatiu i defensors d'un determinat àmbit territorial anomenat juz. Aquesta estructura administrativa es manté invariable fins al segle x, quan els districtes es modifiquen augmentant-ne la mida i passant-se a anomenar aqàlim.

## Art

### Art emiral i califal

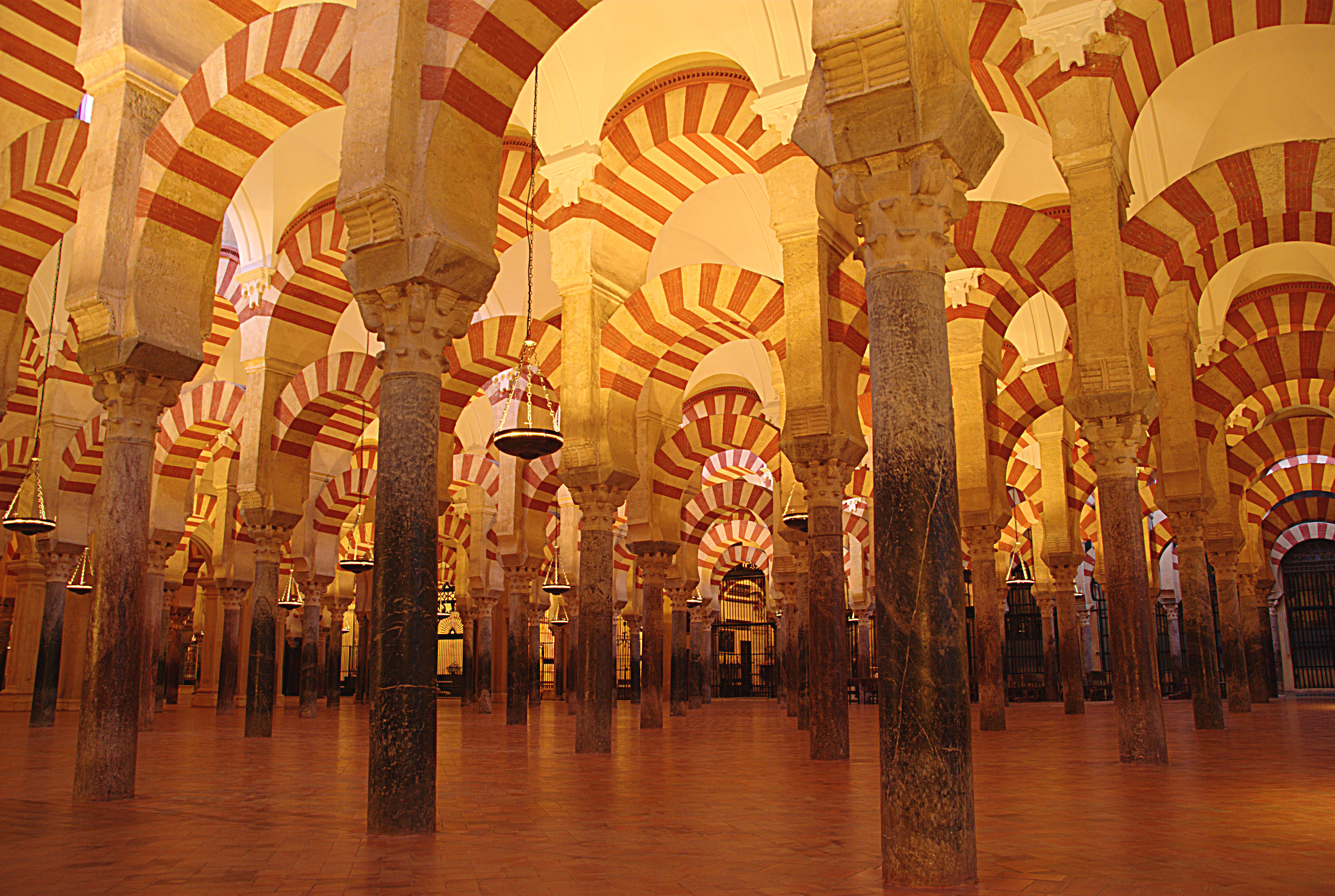
Mesquita de Còrdova

Des del punt de vista artístic, l'emirat andalusí emprà un estil no gaire diferent del de la resta del Califat Omeia. És a dir, l'adequació de fórmules i elements de les cultures que les havien precedides, en aquest cas del món romà i visigot. En cap moment, es produí una repetició literal de motius i formes. Al contrari, la seua intel·ligent incorporació i assimilació es traduí en una veritable eclosió creadora: aconseguí el moment culminant de l'art califal. S'hi fonen elements de la tradició local hispano-romanovisigòtica amb elements orientals, tant romans d'Orient, omeies com abbàssides.
Les empreses artístiques se centraren des del primer moment al voltant a la seua capital, Còrdova, que fou dotada d'una mesquita aljama destinada a convertir-se en el monument més important de l'Occident islàmic. D'entre altres obres d'època emiral, ressalten les executades durant el regnat d'Abd-ar-Rahman II, la cort del qual va acollir nombrosos artistes, modes i costums orientals. Impulsà, entre altres construccions, les obres de l'alcassaba de Mérida i del minaret de l'església de Sant Joan a Còrdova, i millorà les muralles de Còrdova i Sevilla. Tot i això, és durant el califat quan es duen a terme els més ambiciosos projectes artístics. El califa Abd al-Rahman III, seguint la tradició oriental, segons la qual cada monarca construïa com a símbol de prestigi la seua pròpia residència palatina, decidí fundar el 936 la ciutat àulica de Madīnat al-Zahrā.

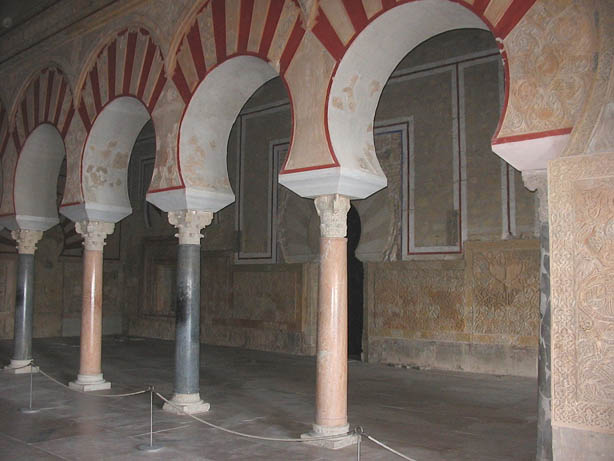
Saló Ric del palau de Madīnat al-Zahrā

En la resta del territori peninsular, també és palesa la florida artística impulsada pel califat. N'és un testimoni la ciutat de Toledo, en la qual encara es distingeixen restes de la fortificació, així com alguns dels vestigis que en defineixen l'alcassaba, la ciutat (madina), els ravals i l'entorn. Entre les construccions, destaca la xicoteta mesquita del Crist de la Llum o de Bab al-Mardum. També hi ocupen un lloc destacat obres com la ràbita de Guardamar del Segura (Alacant), el castell de Gormaz (Sòria) o la ciutat de Vascos (Toledo).
El refinament imperant en la cort califal va propiciar la creació de manufactures de luxe que, sota el patrocini reial, es traduïren en les més variades expressions artístiques. En destaquen els treballs en ivori amb els quals es crearen objectes d'ús palatí com botes i arquetes destinades a guardar joies, ungüents i perfums. Destaca el pot de Zamora (Museu Arqueològic Nacional d'Espanya) destinat a la muller d'Al-Hàkam II i l'arqueta de Leyre.
Els monarques, igual que a Bagdad i al Caire, organitzaren la seua pròpia fàbrica de teixits o tires, la fundació de la qual marca el començament de la història de la producció de teixit de seda a al-Àndalus. Els seus motius vegetals i figurats, geometritzats, s'inscriuen en medallons formant bandes tal com apareixen en el vel o almaissar d'Hixam II que, a manera de turbant, li cobria el cap i li penjava fins als braços.
Existiren també tallers que treballaren el bronze, amb figures que representen lleons i cérvols amb el cos cobert de cercles tangents que evoquen teixits i que, possiblement, serviren com a sortidors de fonts. El seu paral·lelisme formal i estilístic amb peces fatimites ha motivat controvèrsia sobre la filiació d'algunes peces.
La ceràmica inclou un tipus de producció coneguda com a «verd i manganès». La seua decoració a base de motius epigràfics, geomètrics i una forta presència de motius figurats s'aconsegueix mitjançant l'aplicació d'òxid de coure (verd) i òxid de manganès (morat).

### Art almoràvit
Durant el regnat del monarca Yússuf ibn Taixfín, les obres encara acusaren l'austeritat i desornamentació imposades pel seu fervor religiós. Tot i això, aquest rigor decaigué amb el seu fill Alí ibn Yússuf, que enlluernat pel refinat ambient cortesà de les taifes andalusines, patrocinà diverses empreses farcides dels més bells elements decoratius.
El suport preferit és el pilar en substitució de la columna. Adopten l'arc de ferradura i lobulat, als quals afegeixen arcs de ferradura apuntats, lobulats trevolats, mixtilinis i de llambrequins, formats aquests darrers per xicotetes corbes, angles rectes i claus penjants. Amb relació al desenvolupament dels arcs, apliquen des del salmer un motiu en essa, denominat serpentiforme, ja utilitzat anteriorment al Palau de l'Aljaferia de Saraqusta. El sistema de cobertes preferit és a dues aigües, creant sostres de fusta a la mateixa volta que assoliren un gran desenvolupament en l'art mudèjar. Al mateix temps feren belles cobertes cupulades. Unes, representades per la cúpula davant del mihrab de la mesquita de Tlemcen, seguiran el model cordovès d'arcs entrecreuats que deixen la clau lliure, si bé, en aquest cas, arrenquen de trompes angulars d'almocàrabs i usen uns elements d'estuc calat decorats amb exuberants motius florals. A partir d'aquesta obra, en què es documenta la introducció en el Magrib de la muqarna o almocàrab, apareix un altre tipus de cúpula denominada de muqarnas, exemplificada per l'existent en la mesquita de Qarawiyin a Fes.
Les produccions artístiques continuaren vinculades a les tradicions anteriors. El taller tèxtil d'Almeria assolí el seu clímax fabricant els anomenats attabi. Aquests teixits es caracteritzen per la utilització de tons més suaus, amb tocs d'or formant grans cercles dobles, tangents o enllaçats, disposats en filades, a l'interior dels quals es tanquen parelles d'animals. La semblança amb els teixits sicilians ha induït a la confusió entre ambdós tallers. Un problema similar el plantegen els ivoris, que contenen inscripcions impersonals que no acaben d'aclarir l'adscripció a un dels dos tallers. La ceràmica, per la seua part, continuà desenvolupant la tècnica de «corda seca parcial» o «total», depenent de si la decoració en cobria tota la superfície o una part. Juntament amb aquesta, apareixen dues noves tècniques aplicades a la ceràmica no vidriada: l'esgrafiat i l'estampillat, que es generalitzarà en època almohade.

### Art almohade
El retorn a l'austeritat més extrema va trencar, encara més ràpidament que en el cas dels seus predecessors, els almoràvits, en un dels moments artístics de major esplendor (vegeu art almoràvit), particularment en el terreny de l'arquitectura. De manera que l'art almohade continuà el deixant almoràvit i en consolidà i aprofundí les tipologies i motius ornamentals. Construí amb els mateixos materials: rajola, guix, argamassa i fusta. I va mantenir com a suport el pilar i els arcs usats en el període anterior.
De la mateixa manera, les seues mesquites van seguir el model de la mesquita de Tlemcen, amb naus perpendiculars al mur de la qibla. S'hi potencia un esquema en "T" mitjançant cúpules que són de mucarnes a la mesquita de Tinmal i a la Kutubia de Marràqueix. Es caracteritzen per la planta quadrada i l'alçada composta per dues torres, una de les quals conté l'altra i entre les quals discorre una escala o una rampa en el cas de la Giralda de Sevilla. La torre interior és formada per sales amb volta superposades, que tindran repercussió posterior en les torres campanars mudèjars, sobretot d'Aragó.
L'arquitectura palatina desenvolupà els patis creuers que ja havien aparegut a Madīnat al-Zahrā, encara que és en aquests moments quan adquireixen un gran protagonisme. Els seus millors testimonis es troben a l'Alcàsser de Sevilla, on s'han conservat el pati de la casa de Contractació i un altre, actualment subterrani, conegut com el Jardí Creuer o els Banys de Maria de Padilla. Aquest esquema serà reprès en els patis nassarites i mudèjars. De la mateixa manera, una altra novetat que apareix en el pati del Guix de l'Alcàsser sevillà, tindrà una gran repercussió. Consisteix en la col·locació d'unes xicotetes obertures o finestres cobertes amb gelosies d'estuc sobre l'obertura d'accés a una cambra per a permetre'n la il·luminació i ventilació.
L'arquitectura militar experimenta un enriquiment tipològic i un perfeccionament de l'eficàcia defensiva de gran transcendència, fins i tot, per a l'àmbit cristià. Apareixen complexes portes amb colze perquè els atacants, en avançar, deixen un dels seus flancs descoberts; torres poligonals per a desviar l'angle de tir; torres barrades separades del recinte murallat, però unides a aquest per la part superior mitjançant un arc superior, la projecció de la qual fa que se n'augmente l'eficàcia defensiva respecte a una torre normal; murs perpendiculars al recinte murallat a fi de protegir una presa d'aigua, una porta i evitar el setge complet; així com barbacanes o antemurals.
En el terreny decoratiu, aplicaren un repertori caracteritzat per la sobrietat, l'ordre i el racionalisme. Això es traduí en l'aparició de motius amplis que deixen espais lliures en els quals triomfen l'entrellaçat geomètric, les formes vegetals llises i el tret ornamental més nou, la sebqa. Una altra decoració arquitectònica que apareix en aquest mateix minaret i en la Qutubiyya és la ceràmica, en la qual s'aplica la tècnica del trencadís; és a dir, peces retallades que, combinades, componen un motiu decoratiu. En altres ocasions, aquestes manifestacions combinen el caràcter ornamental amb el funcional.
Les produccions artístiques d'aquest període estan més mal representades a causa de la seua confusió amb les d'altres períodes artístics. Això succeeix amb els teixits que es distingeixen amb dificultat dels mudèjars. Acusen una pràctica absència de motius figurats, així com un augment de decoració geomètrica i epigràfica a base de la repetició insistent de paraules àrabs com "benedicció" i "felicitat". En la metal·listeria, destaquen aiguamans que representen figures animals decorades amb incisions vegetals cisellades.

### Art nassarita

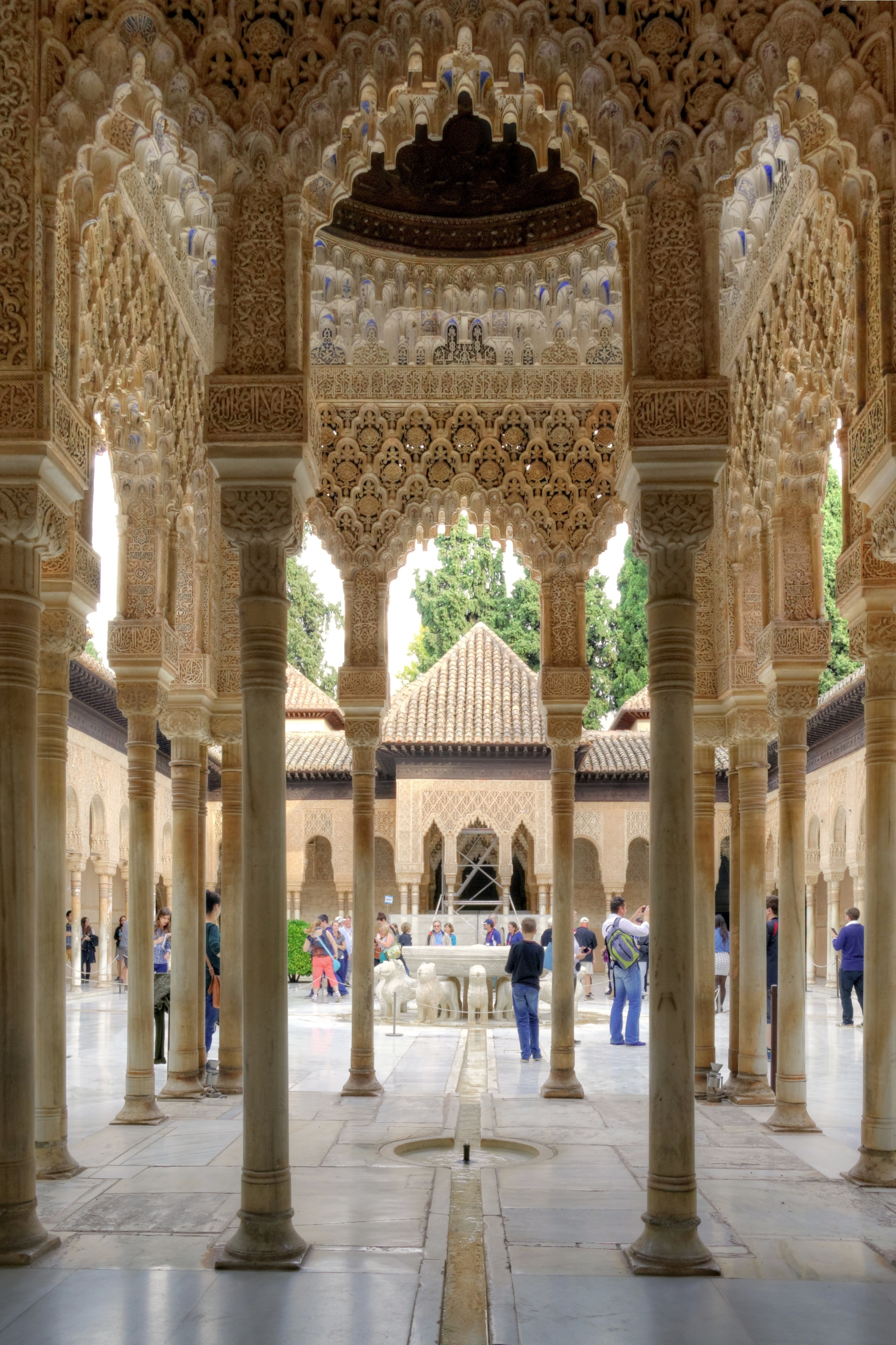
Pati dels Lleons de l'Alhambra

L'art nassarita és un estil d'art sorgit a l'època tardana de l'Àndalus, al Regne nassarita de Granada. Els dos paradigmes d'aquest art són els palaus de l'Alhambra i el Generalife.
L'arquitectura militar desenvolupa els sistemes generats en l'època anterior, i els dota d'una major complexitat. L'arquitectura palatina empra dos tipus d'organització de patis. Es tracta del pati monoaxial -de los Arrayanes o Safareig- i del pati creuer -pati dels Lleons-. Les estances que s'hi vinculen responen novament a dues tipologies: una d'allargada amb extrems fitats per dormitoris i una altra de quadrada envoltada per habitacions. Per exemple, la sala de la Barca i la sala de les Dues Germanes. Els escassos vestigis d'arquitectura religiosa permeten pensar en mesquites que segueixen el model almohade amb naus perpendiculars al mur de la qibla. L'única novetat prové del fet d'utilitzar columnes de marbre quan l'edifici té una certa rellevància.
Quant al repertori ornamental, utilitzen una profusió decorativa que emmascara la pobresa dels materials, emprant des de sòcols de trencadís i guixeries d'estuc fins a decoració pintada com la conservada a la volta de la sala dels Reis. És característica la columna de fust cilíndric i el capitell de dos cossos, un de cilíndric decorat amb cintes i un altre de cúbic amb atauric. Els arcs preferits són de mig punt peraltat i engraellats. Les cobertes de fusta alternen amb voltes d'almocàrabs fetes amb estuc, com les de la sala de les Dues Germanes o la dels Abencerrajes. Així mateix, als motius ornamentals habituals -geomètrics, vegetals i epigràfics- s'afegeix l'escut nassarita que serà generalitzat per Muhàmmad V de Gharnata.
En les arts sumptuàries, destaquen les ceràmiques de reflex metàl·lic i els teixits de seda, als quals poden afegir-se els bronzes, les marqueteries i les armes. La ceràmica de luxe, coneguda com de reflex metàl·lic o daurada, es caracteritza pel fet que s'hi sotmetia la darrera cocció a foc reduït -d'oxigen- i menor temperatura. Amb aquest procediment, la mescla de sulfur d'argent i coure emprada en la decoració arriba a l'oxidació i redueix la lluentor metal·litzada. També era freqüent afegir-hi òxid de cobalt, la qual cosa donava lloc a una sèrie en blau i daurat. Els teixits es caracteritzen pels intensos colors i la utilització de motius idèntics als emprats en la decoració arquitectònica.

### Art mudèjar

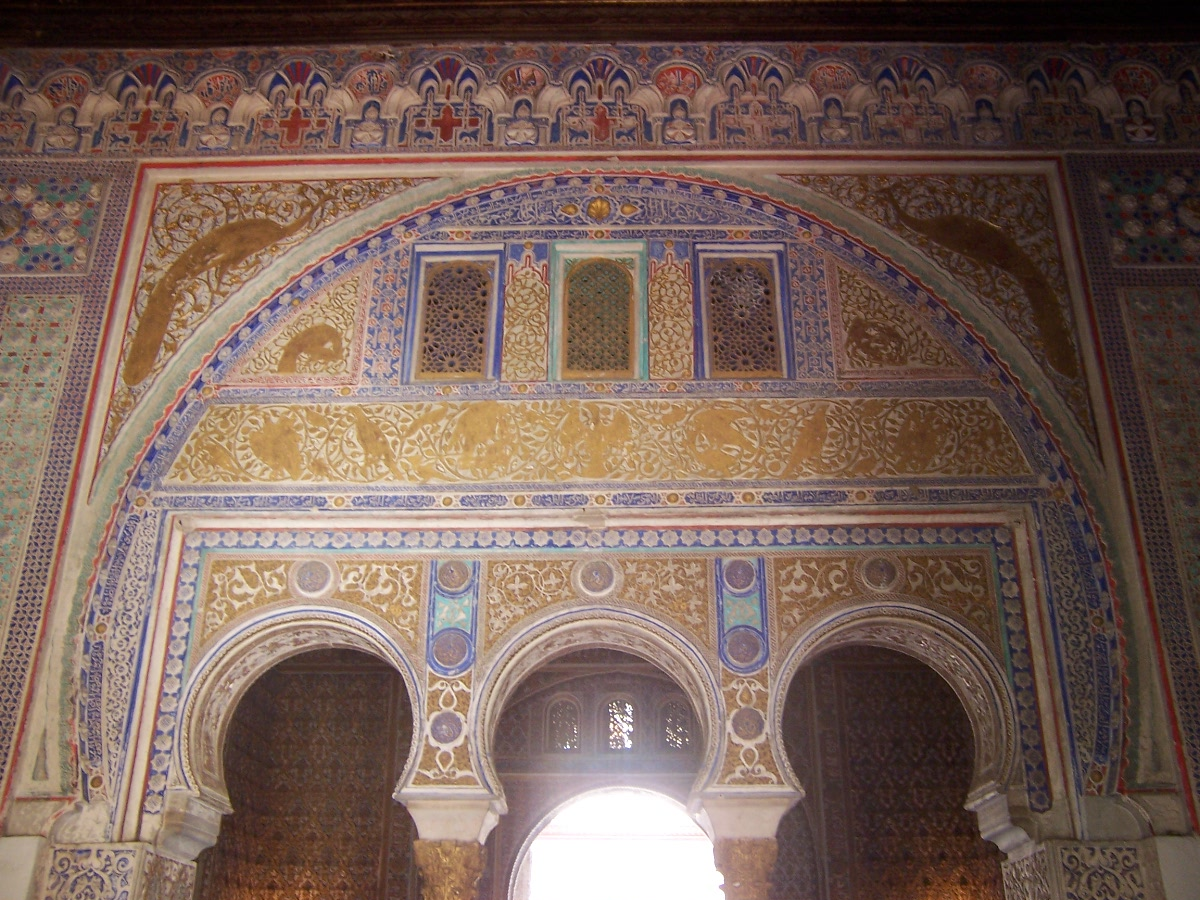
Detall de l'Alcàsser de Sevilla

L'art mudèjar va tenir lloc del segle xii al xvi i fou un fenomen autòcton i exclusivament hispànic, desenvolupat pels mudèjars i moriscos. Bàsicament, és un estil per a cristians, però que incorpora influències, elements o materials d'estil hispanomusulmà.
En aquest art, va anar influint-hi la situació fronterera, sempre mòbil. L'estil europeu anava penetrant la península i anava condicionat progressivament el mudèjar. La posterior conquesta d'al-Àndalus donà un mudèjar més jove i amb influències directes de l'arquitectura tradicional. El mestre d'obres feia servir materials simples com rajoles, guix, escaiola, paredat, fusta, com a matèria primera bàsica per a crear una obra carregada d'imaginació. La seua situació de vençut el transformà en mà d'obra barata i en condicions de construir el que li ordenaren els seus clients, que foren esglésies, sinagogues, fortificacions, palaus, etc.
En l'art mudèjar destaquen tres escoles:
- Focus lleonès i castellà: els més antics, amb grans influències de l'art romànic. Els seus edificis de rajola ofereixen una decoració amb arcs cecs de mig punt, jocs de requadres amb reforçaments i frisos amb dents de serra.
- Aragó: amb una personalitat molt característica, sorprèn el seu colorisme que rep de l'ús de manises exteriors i els nombrosos recursos que extrauen de la rajola.
- Andalusia: a Còrdova, es manté l'ús de la pedra, mentre que a Sevilla predomina la rajola, les formes almohades i la construcció de capelles funeràries.

## Economia
En el món islàmic, el centre de qualsevol activitat econòmica era la ciutat. S'hi concentrava la producció artesana, s'hi duia a terme l'intercanvi i s'hi connectaven les línies de comerç internacionals.
La majoria de la població es dedicava a l'agricultura. Els musulmans van introduir noves tècniques com ara el regadiu o nous conreus amb diferents espècies.
El comerç era molt actiu, no sols en l'àmbit local, sinó també en l'internacional. D'Europa arribaven metalls i fusta, i d'Àfrica i Orient altres materials. Al-Àndalus exportava objectes i productes artesans i agrícoles.

## Societat

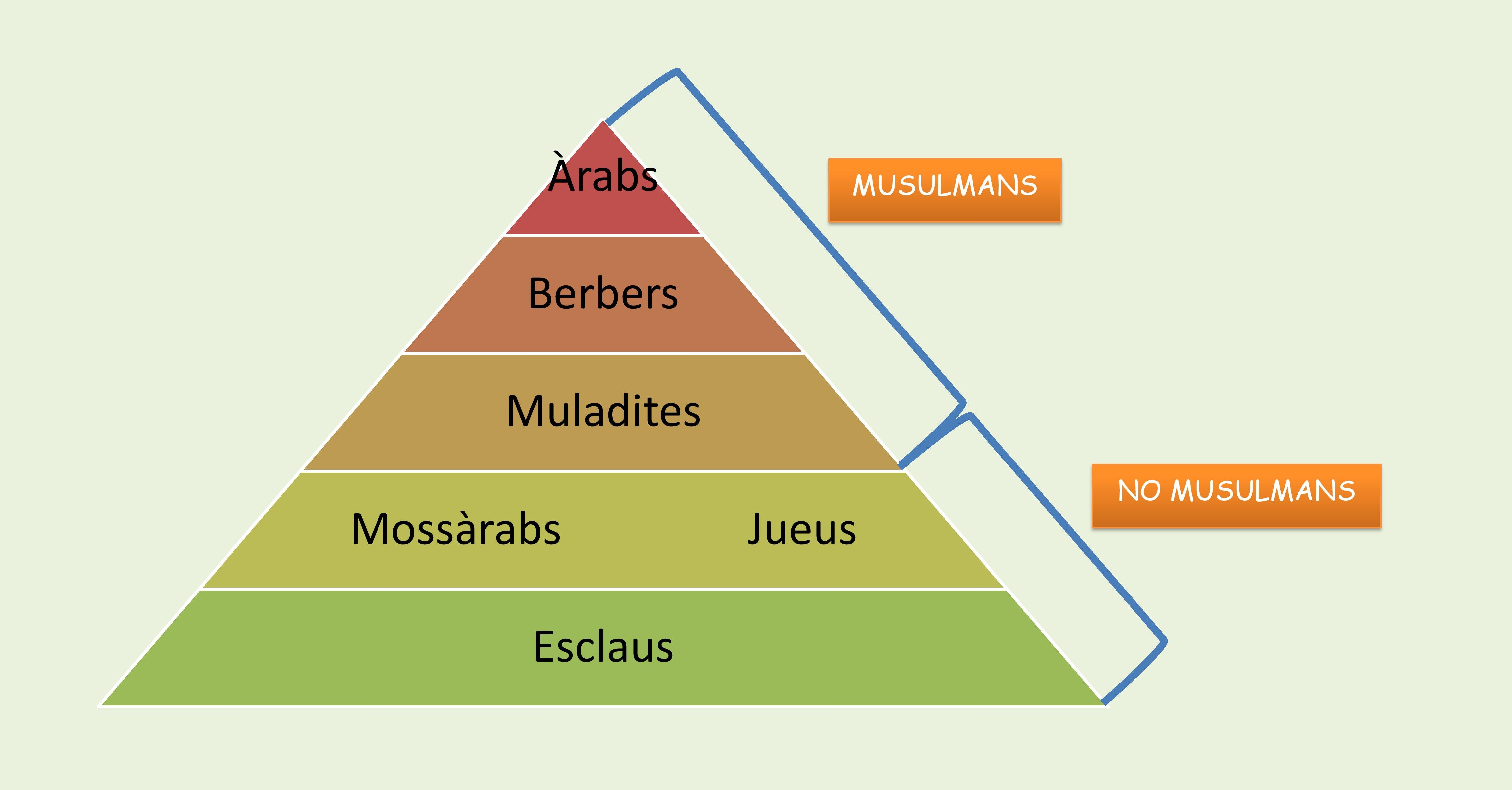
La societat d'al-Àndalus

La societat d'al-Àndalus era complexa perquè hi havia una gran diversitat de cultures, religions i categories socials:

### Els musulmans
Que es podien diferenciar en:
- Àrabs: els que van dirigir la conquesta musulmana de la península Ibèrica. Formaven l'elit del poder polític i social, i acaparaven tots els privilegis.
- Amazics: constituïen una part important de la societat. Arribaren a la península Ibèrica amb l'exèrcit musulmà o emigraren des del nord d'Àfrica. La majoria es dedicaven en l'agricultura i resultaven ser molt humils entre si.
- Muladís: eren més nombrosos que els amazics i, per tant, el col·lectiu més nombrós d'al-Àndalus. Eren hispanovisigots convertits a l'islamisme. Van adoptar la religió dels conqueridors, els costums i la llengua.

### Els no-musulmans
- Mossàrabs: eren hispanovisigots que van mantenir la seva religió i vivien en les mateixes ciutats musulmanes. Així i tot, van patir moltes persecucions i van emigrar als regnes cristians.
- Jueus: van ser un grup social la situació del qual va millorar després de l'arribada musulmana a la península. Es dedicaven al comerç, la medicina o la ciència, i gaudien d'autonomia jurídica.

## Ciència
Mentre la resta d'Europa amb prou feines aconseguia cap avenç en el camp del coneixement, al-Àndalus floria. La ciutat de Còrdova era un dels centres culturals més importants de l'Imperi islàmic clàssic, l'altre en fou Bagdad.
Gràcies a l'ús del paper, que permetia còpies econòmiques, la biblioteca d'al-Hàkam II a Còrdova (una de les 70 de la ciutat) contenia 400.000 volums, els tresors de l'antiguitat grecollatina entre aquests, així com aportacions originals fetes per pensadors musulmans, com per exemple Averrois.

### Averrois

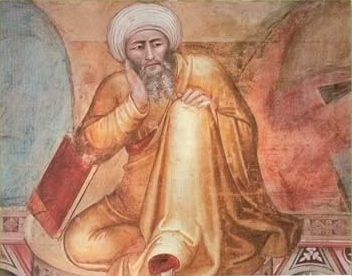
Detall del fresc d'Andrea Bonaiuto El triomf de sant Tomàs, amb la imatge asseguda en repòs d'Averrois

Averrois fou un influent filòsof, metge i astrònom andalusí. Entre les seues obres, cal destacar els comentaris sobre l'obra d'Aristòtil i Plató i una enciclopèdia mèdica.
Averrois defensava que es pot trobar en aquests autors una defensa de la superioritat de la vida contemplativa teòrica davant la vida pràctica i una reivindicació del caràcter instrumental i polític de la religió com una doctrina destinada al govern de les masses incapaces de donar-se una llei a si mateixes mitjançant la raó. D'altra banda, Averrois afirmava que la llei religiosa proporciona la mateixa veritat que el filòsof abasta indagant en la causa i la naturalesa de les coses; tanmateix, açò no implica que la filosofia actue de cap manera en les persones cultes com a substitut de la religió: «els filòsofs creuen que les religions són construccions necessàries per a la civilització (...)». L'existència de la religió és també necessària per a la integració del filòsof en la societat civil.
Altres tesis que es poden trobar en Averrois són:
- Que el món és etern.
- Que l'ànima és dividida en dues parts, l'una d'individual perenne (intel·lecte passiu) i una altra de divina i eterna (intel·lecte actiu).
- L'intel·lecte actiu és comú a tots els humans.
- L'intel·lecte actiu es converteix en intel·lecte passiu quan es troba unit a l'ànima humana. Quan la facultat imaginativa de l'ésser humà rep les imatges que li proporciona l'activitat dels sentits, les transmet a l'intel·lecte passiu. Les formes, que existeixen en potència en aquestes imatges, són actualitzades per l'intel·lecte actiu i es converteixen en conceptes i judicis.

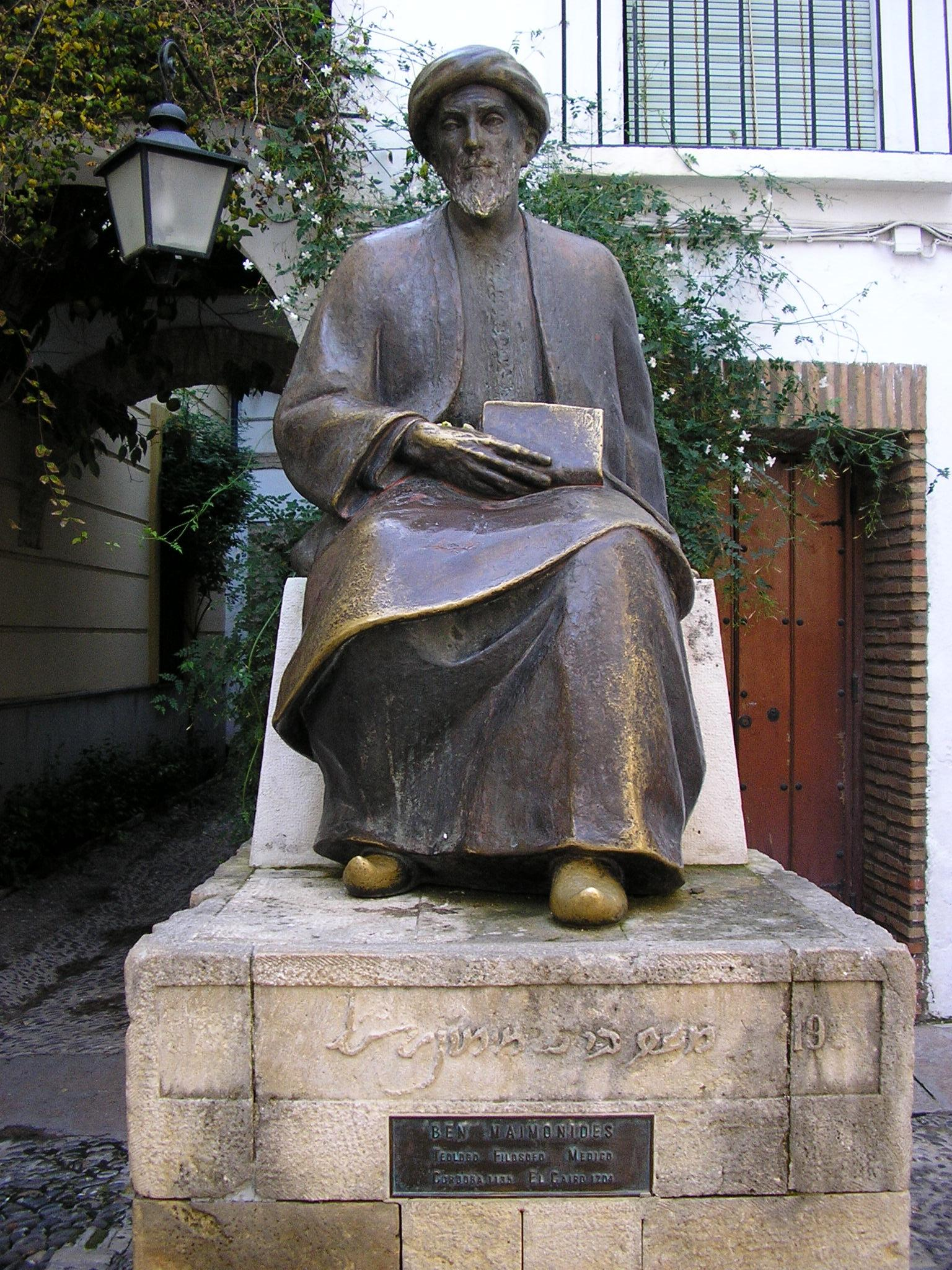
Estàtua de Maimònides a la seva casa natal de Còrdova

A fi i efecte de salvar la incompatibilitat de les tesis averroistes amb la doctrina cristiana, Siger de Brabant proposà la doctrina de la doble veritat, segons la qual hi ha una veritat religiosa i una veritat filosòfica i científica. Aquesta doctrina seria adoptada per la majoria de defensors europeus de l'averroisme.

### Maimònides
Maimònides (Còrdova, 1135 - Al-Fustat, 1204) fou un altre important i influent filòsof medieval, que seguint les línies d'Averrois, es va dedicar a desenvolupar una conciliació entre ciència i les creences jueves. A més, va escriure nombroses obres jurídiques, de medicina, poesia religiosa, i d'altres.
Entre les seves obres més importants:
- Guia de perplexos (1190).
- Tractat sobre la resurrecció dels morts (1191).
- El Luminar (1168).
- Segona llei (1180).
- Tractat sobre els verins i llurs antídots (1199).
- Guia de la bona salut (1198).
- Explicació de les alteracions (1200).